# Goiandira
| \| Goiandira \|                       |
| Lage der Ortschaft Goiandira in Goiás |
| Goiandira                             |

| Goiandira |

Goiandira ist eine politische brasilianische Gemeinde im Südosten des Bundesstaates Goiás in der Mikroregion Catalão.

## Geographische Lage
Goiandira grenzt
- im Norden an Ipameri
- im Osten an Catalão
- im Süden an Cumari
- im Westen an Nova Aurora, mit dem Rio Veríssimo als Grenzfluss